# フォンタネート・ダゴーニャ
フォンタネート・ダゴーニャ（伊: Fontaneto d'Agogna）は、イタリア共和国ピエモンテ州ノヴァーラ県にある、人口約2,600人の基礎自治体（コムーネ）。ポー川の支流であるアゴーニャ川が名前の由来である。

## 地理

### 位置・広がり
| 隣接するコムーネは以下の通り。 - ボルゴマネーロ - カヴァリエット - カヴァーリオ・ダゴーニャ - カヴァッリーリオ - クレッサ - クレッジョ - ゲンメ - ロマニャーノ・セージア - スーノ |

## 行政

### 分離集落
フォンタネート・ダゴーニには、以下の分離集落（フラツィオーネ）がある。
- Balchi, Baraggia, Cacciana, Camuccioni, Cascinetto, Case Nuove, Gerbidi, Molino Marco, San Martino, Santa Croce, Sant'Ambrogio, Sant'Antonio, Tapulino, Tuvina, Vella Ciavone